# Alastair Denniston
Alexander Guthrie „Alastair“ Denniston, CBE (* 1. Dezember 1881 in Greenock; † 1. Januar 1961 in Milford on Sea, Hampshire) war ein britischer Kryptoanalytiker (engl.: codebreaker), der während des Ersten Weltkriegs im Room 40 (deutsch: „Zimmer 40“) arbeitete und zu Beginn des Zweiten Weltkriegs die Government Code and Cypher School (GC&CS) leitete, in der der geheime Nachrichtenverkehr der deutschen Wehrmacht entziffert wurde.

## Leben

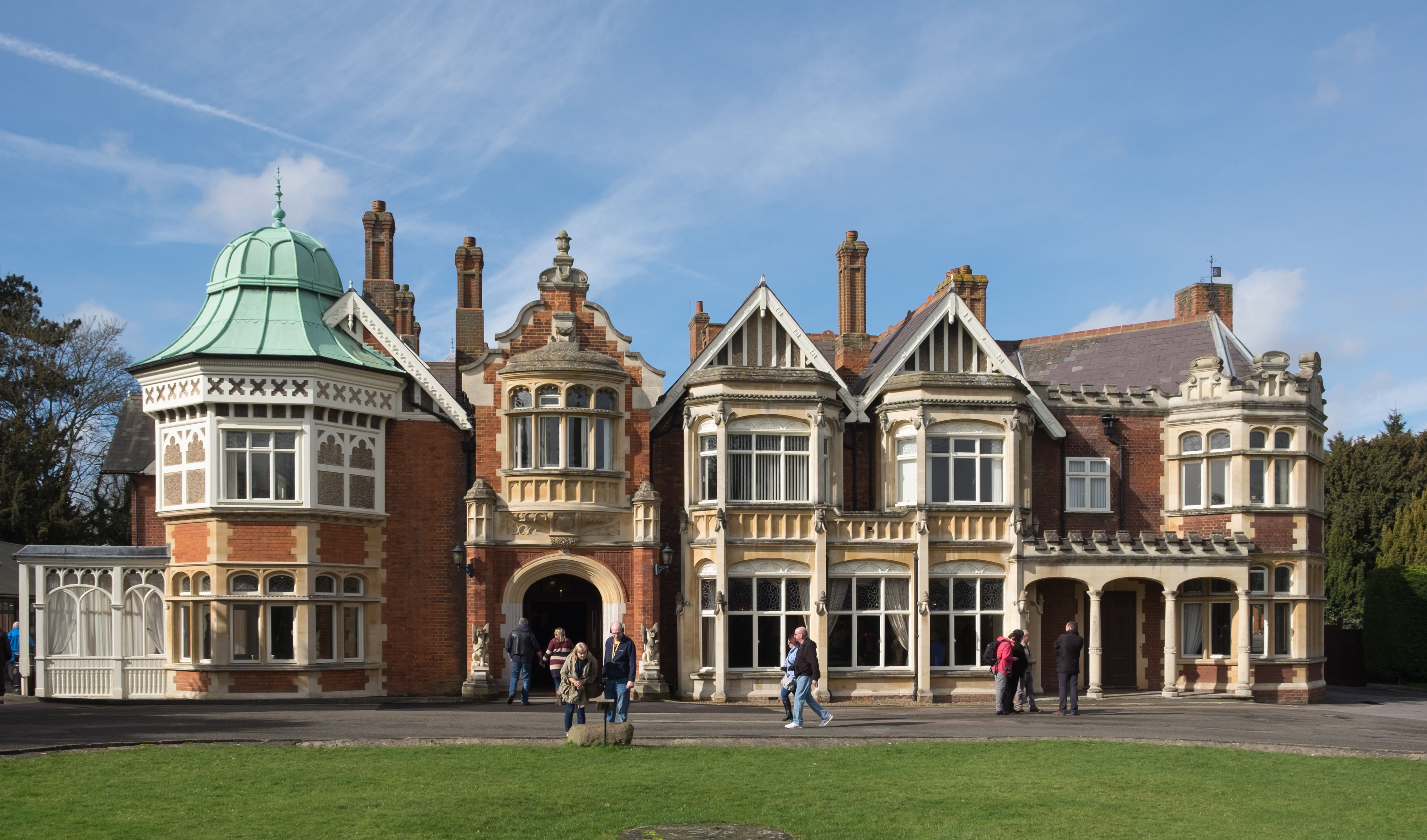
Das Herrenhaus (engl.: The mansion) von Bletchley Park (2002) war die Zentrale der britischen Codeknacker und ist heute ein Museum

Denniston wurde in Greenock als Sohn eines Arztes geboren. Er studierte an der Universität Bonn und in Paris. Bei den Olympischen Spielen 1908 erreichte er mit seinem Hockey-Team, dem Cartha Athletic Club aus Glasgow, nicht das Finale.
Ab dem Jahre 1914 war er am Aufbau des Room 40 beteiligt, einer geheimen Dienststelle der britischen Admiralität, die sich mit der Entzifferung verschlüsselter feindlicher Nachrichten befasste. Im Jahre 1917 heiratete er seine Kollegin, Dorothy Mary Gilliat, die ebenfalls im Room 40 beschäftigt war.
Nach dem Ersten Weltkrieg wurde der Room 40 der Admiralität mit seinem Pendant bei der britischen Armee, der Dienststelle MI1b, zur neu gegründeten Government Code and Cypher School (deutsch etwa: „Staatliche Code- und Chiffrenschule“) zusammengelegt. Denniston leitete die GC&CS von ihrer Gründung am 24. Oktober 1919 bis zum Frühjahr 1942.
Am 26. und 27. Juli 1939 nur fünf Wochen vor dem Ausbruch des Zweiten Weltkriegs war Denniston einer der drei Briten, der außer Dilly Knox und Humphrey Sandwith beim legendären Geheimtreffen im Kabaty-Wald von Pyry mit französischen und polnischen Kryptoanalytikern zusammentraf, bei dem die polnischen Codeknacker des Biuro Szyfrów (deutsch: „Chiffrenbüro“) um Marian Rejewski ihr gesamtes Wissen über die deutsche Rotor-Schlüsselmaschine Enigma ihren Verbündeten preisgaben.
Mit Ausbruch des Zweiten Weltkriegs im September 1939 wurde die GC&CS, weiterhin unter der Leitung von Commander Denniston, in das etwa 70 km nordwestlich von London gelegene Bletchley Park verlegt. Im Februar 1942 gab es eine Umstrukturierung und Denniston wurde auf einen weniger einflussreichen, diplomatischen Posten in die britische Hauptstadt versetzt. Sein Nachfolger in Bletchley Park wurde Edward Travis.
Denniston wurde im Jahr 1945 pensioniert und unterrichtete noch eine Zeit lang Französisch und Latein in der englischen Stadt Leatherhead.
Für seine Verdienste wurde ihm 1933 der Order of the British Empire sowie im Jahre 1941 der Order of St. Michael and St. George verliehen.